# Cuadripolo
Se llama cuadripolo a una red (circuito eléctrico) con dos puertos (o dos pares de polos), considerada como una "caja negra" y caracterizada por una serie de parámetros, relacionados con las impedancias que presenta en cada una de las puertas y con su función de transferencia.
La palabra bipuerto es, en realidad, más general que cuadripolo, piense por ejemplo en una guía de onda formada por un único conductor hueco, en este caso cada extremo de la guía es un puerto de acceso a la línea, donde se puede realizar un intercambio energético, pero es evidente que no puede identificarse 2 polos por cada puerto de acceso.
El cuadripolo es un modelo muy potente para caracterizar componentes o secciones de circuitos (amplificadores, filtros, etc), de modo que no hace falta descender hasta el nivel de componente a la hora de analizar una red grande.

## Topologías

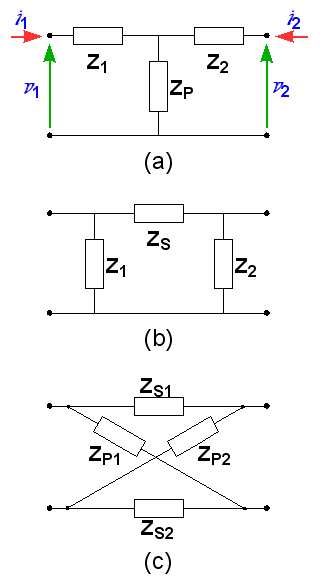
Topología de cuadripolos.

Aunque el cuadripolo representa un circuito de topología arbitraria, muchas veces conviene relacionar sus parámetros con una topología determinada. Por ello existe una serie de topologías características de los cuadripolos la cual es la siguiente:
- Red en "T": Consta de dos impedancias, Z1 y Z2, que conectan la puerta 1 con la puerta 2. Entre Z1 y Z2 se dispone la impedancia ZP conectada al nodo común a ambas puertas (a).
- Red en "T" puenteada. Es una red en "T" con una impedancia ZS conectando directamente ambas puertas
- Red en "pi". Es la red dual de la "T": Z1 y Z2 conectan cada puerta al nodo común. mientras ZS interconecta ambas puertas (b).
- Red en celosía. Esta red no tiene un nodo común a ambas puertas. Consiste en dos impedancias, ZS1 y ZS2, conectando los nodos de una puerta a la otra, y otras dos, ZP1 y ZP2, conectando ambas puertas, de modo que enlacen los nodos de ZS1 con y ZS2 (c).

## Matrices
Los parámetros más utilizados cuando se habla de cuadripolos son, entre otros:
- Impedancias y admitancias de las puertas.
- Impedancia característica.
- Pérdidas de inserción.
- Función de transferencia.

La existencia de ocho a nueve puertas hace que parámetros como la impedancia de una puerta dependa de lo que haya conectado en la otra. Considerando un cuadripolo que sea un cable sin resistencia que conecte ambas puertas, en una de ellas se verá la impedancia que haya conectada en la otra. Por ello se emplean parámetros matriciales que son los siguientes:

### Impedancias, matriz Z
Los términos de Z vienen dados por las expresiones siguientes:
{\displaystyle \left.{\begin{matrix}v_{1}=z_{11}i_{1}+z_{12}i_{2}\\v_{2}=z_{21}i_{1}+z_{22}i_{2}\end{matrix}}\right\}}

### Admitancias, matriz Y
Los términos de Y vienen dados por las expresiones siguientes:
{\displaystyle \left.{\begin{matrix}i_{1}=y_{11}v_{1}+y_{12}v_{2}\\i_{2}=y_{21}v_{1}+y_{22}v_{2}\end{matrix}}\right\}}

### Parámetros híbridos, H
Los términos de H vienen dados por las expresiones siguientes:
{\displaystyle \left.{\begin{matrix}v_{1}=h_{11}i_{1}+h_{12}v_{2}\\i_{2}=h_{21}i_{1}+h_{22}v_{2}\end{matrix}}\right\}}
Los parámetros H son muy apropiados para la descripción del transistor. En particular β es h21, y así suele aparecer en las hojas de datos (HFE)

### Parámetros híbridos inversos, G
Los términos de G vienen dados por las expresiones siguientes:
{\displaystyle \left.{\begin{matrix}i_{1}=g_{11}v_{1}+g_{12}i_{2}\\v_{2}=g_{21}v_{1}+g_{22}i_{2}\end{matrix}}\right\}}
Los parámetros G son muy apropiados para la descripción de las válvulas termoiónicas.

### Parámetros T o F
Los parámetros T o F de transmisión expresan las magnitudes de una puerta en función de las de la otra. Son útiles para la conexión de cuadripolos en cascada.
{\displaystyle \left.{\begin{matrix}v_{1}=Av_{2}-Bi_{2}\\i_{1}=Cv_{2}-Di_{2}\end{matrix}}\right\}}

## Análisis
Para el cálculo de los parámetros de un cuadripolo es necesario resolver el circuito que lo compone y, conocidos v1, v2, i1 e i2, se puede obtener cualquiera de las matrices. Pero para hacer esto, se puede optar por una estrategia que simplifica los cálculos.
Supongamos que queremos calcular (Z). De las expresiones anteriores, vemos que si {\displaystyle i_{2}=0,\left\{{\begin{matrix}z_{11}={\frac {v_{1}}{i_{1}}}\\y\\z_{21}={\frac {v_{2}}{i_{1}}}\end{matrix}}\right.}
Y, haciendo {\displaystyle i_{1}=0,\left\{{\begin{matrix}z_{12}={\frac {v_{1}}{i_{2}}}\\y\\z_{22}={\frac {v_{2}}{i_{2}}}\end{matrix}}\right.}
lo que permite obtener (Z) sin necesidad de calcular toda la red.
Del mismo modo, haciendo v1 = 0 y v2 = 0, se calcula (Y). Para los híbridos se elige, igualmente, el parámetro que se debe anular.
Las corrientes se anulan dejando la puerta del cuadripolo sin conexión, mientras que las tensiones se anulan cortocircuitando el terminal. En la práctica, esto se realiza mediante ensayos.

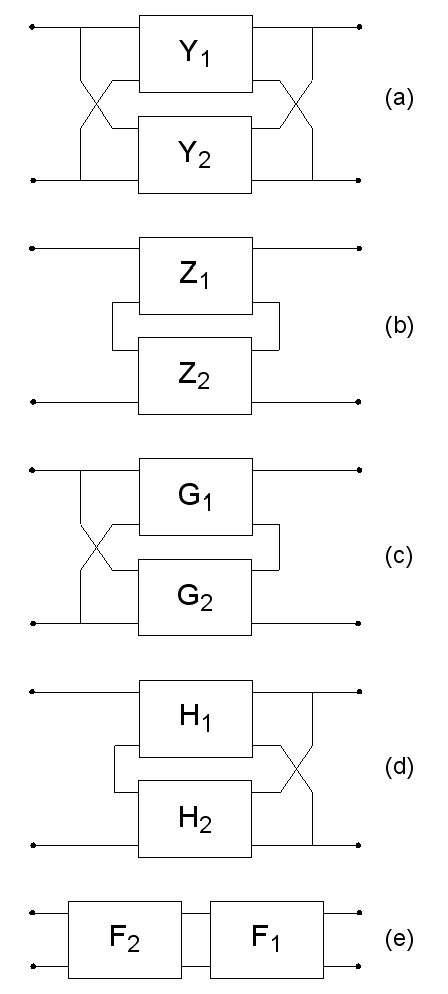
Representación conceptual de la interconexión de cuadripolos.

## Interconexión de cuadripolos
Del mismo modo que los demás componentes de un circuito, los cuadripolos se pueden conectar entre ellos para obtener otros cuadripolos más complejos. Se estudian las siguientes formas:
- Paralelo-paralelo. En la figura, (a). La tensión v1 es común a ambos cuadripolos y la v2, también. (YT) = (Y1) + (Y2).
- Serie-serie. En la figura, (b). La corriente i1 es igual en las puertas de los dos cuadripolos y la i2, también. (ZT) = (Z1) + (Z2).
- Paralelo-serie. En la figura, (c). La tensión v1 es común a ambos cuadripolos y la corriente i2, también. (GT) = (G1) + (G2).
- Serie-paralelo. En la figura, (d). La corriente i1 es igual en las puertas de los dos cuadripolos y la tensión v2, también. (HT) = (H1) + (H2).
- Cascada. La salida del segundo cuadripolo se conecta a la entrada del primero. Como el producto de matrices no es conmutativo, es importante seguir este criterio. (FT) = (F2) · (F1).

Cabe aclarar que la aplicación del Test de Brune NO es razón suficiente para determinar que dos cuadripolos NO se pueden interconectar en alguna de las configuraciones anteriormente nombradas, excluyendo la conexión en cascada la cual no requiere de la verificación por el Test de Brune, en efecto, no cumplir el Test de Brune en las configuraciones que así lo requieran implica que los parámetros del cuadripolo resultante no se pueden determinar por medio de las matrices de cada cuadripolo con las sumas de estas (los parámetros a sumar dependen del tipo de conexión).

## Interrelación de parámetros
|                                | {\displaystyle \mathbf {[z]} }                                                                                 | {\displaystyle \mathbf {[y]} }                                                                                 | {\displaystyle \mathbf {[h]} }                                                                                 | {\displaystyle \mathbf {[g]} }                                                                                 | {\displaystyle \mathbf {[a]} }                                                                                 | {\displaystyle \mathbf {[b]} }                                                                                 |
| ------------------------------ | --- | --- | --- | --- | --- | --- |
| {\displaystyle \mathbf {[z]} } | {\displaystyle {\begin{bmatrix}z_{11}&z_{12}\\z_{21}&z_{22}\end{bmatrix}}}                                     | {\displaystyle {\frac {1}{\Delta \mathbf {[y]} }}{\begin{bmatrix}y_{22}&-y_{12}\\-y_{21}&y_{11}\end{bmatrix}}} | {\displaystyle {\frac {1}{h_{22}}}{\begin{bmatrix}\Delta \mathbf {[h]} &h_{12}\\-h_{21}&1\end{bmatrix}}}       | {\displaystyle {\frac {1}{g_{11}}}{\begin{bmatrix}1&-g_{12}\\g_{21}&\Delta \mathbf {[g]} \end{bmatrix}}}       | {\displaystyle {\frac {1}{a_{21}}}{\begin{bmatrix}a_{11}&\Delta \mathbf {[a]} \\1&a_{22}\end{bmatrix}}}        | {\displaystyle {\frac {1}{b_{21}}}{\begin{bmatrix}-b_{22}&-1\\-\Delta \mathbf {[b]} &-b_{11}\end{bmatrix}}}    |
| {\displaystyle \mathbf {[y]} } | {\displaystyle {\frac {1}{\Delta \mathbf {[z]} }}{\begin{bmatrix}z_{22}&-z_{12}\\-z_{21}&z_{11}\end{bmatrix}}} | {\displaystyle {\begin{bmatrix}y_{11}&y_{12}\\y_{21}&y_{22}\end{bmatrix}}}                                     | {\displaystyle {\frac {1}{h_{11}}}{\begin{bmatrix}1&-h_{12}\\h_{21}&\Delta \mathbf {[h]} \end{bmatrix}}}       | {\displaystyle {\frac {1}{g_{22}}}{\begin{bmatrix}\Delta \mathbf {[g]} &g_{12}\\-g_{21}&1\end{bmatrix}}}       | {\displaystyle {\frac {1}{a_{12}}}{\begin{bmatrix}a_{22}&-\Delta \mathbf {[a]} \\-1&a_{11}\end{bmatrix}}}      | {\displaystyle {\frac {1}{b_{12}}}{\begin{bmatrix}-b_{11}&1\\\Delta \mathbf {[b]} &-b_{22}\end{bmatrix}}}      |
| {\displaystyle \mathbf {[h]} } | {\displaystyle {\frac {1}{z_{22}}}{\begin{bmatrix}\Delta \mathbf {[z]} &z_{12}\\-z_{21}&1\end{bmatrix}}}       | {\displaystyle {\frac {1}{y_{11}}}{\begin{bmatrix}1&-y_{12}\\y_{21}&\Delta \mathbf {[y]} \end{bmatrix}}}       | {\displaystyle {\begin{bmatrix}h_{11}&h_{12}\\h_{21}&h_{22}\end{bmatrix}}}                                     | {\displaystyle {\frac {1}{\Delta \mathbf {[g]} }}{\begin{bmatrix}g_{22}&-g_{12}\\-g_{21}&g_{11}\end{bmatrix}}} | {\displaystyle {\frac {1}{a_{22}}}{\begin{bmatrix}a_{12}&\Delta \mathbf {[a]} \\-1&a_{21}\end{bmatrix}}}       | {\displaystyle {\frac {1}{b_{11}}}{\begin{bmatrix}-b_{12}&1\\-\Delta \mathbf {[b]} &-b_{21}\end{bmatrix}}}     |
| {\displaystyle \mathbf {[g]} } | {\displaystyle {\frac {1}{z_{11}}}{\begin{bmatrix}1&-z_{12}\\z_{21}&\Delta \mathbf {[z]} \end{bmatrix}}}       | {\displaystyle {\frac {1}{y_{22}}}{\begin{bmatrix}\Delta \mathbf {[y]} &y_{12}\\-y_{21}&1\end{bmatrix}}}       | {\displaystyle {\frac {1}{\Delta \mathbf {[h]} }}{\begin{bmatrix}h_{22}&-h_{12}\\-h_{21}&h_{11}\end{bmatrix}}} | {\displaystyle {\begin{bmatrix}g_{11}&g_{12}\\g_{21}&g_{22}\end{bmatrix}}}                                     | {\displaystyle {\frac {1}{a_{11}}}{\begin{bmatrix}a_{21}&-\Delta \mathbf {[a]} \\1&a_{12}\end{bmatrix}}}       | {\displaystyle {\frac {1}{b_{22}}}{\begin{bmatrix}-b_{21}&-1\\\Delta \mathbf {[b]} &-b_{12}\end{bmatrix}}}     |
| {\displaystyle \mathbf {[a]} } | {\displaystyle {\frac {1}{z_{21}}}{\begin{bmatrix}z_{11}&\Delta \mathbf {[z]} \\1&z_{22}\end{bmatrix}}}        | {\displaystyle {\frac {1}{y_{21}}}{\begin{bmatrix}-y_{22}&-1\\-\Delta \mathbf {[y]} &-y_{11}\end{bmatrix}}}    | {\displaystyle {\frac {1}{h_{21}}}{\begin{bmatrix}-\Delta \mathbf {[h]} &-h_{11}\\-h_{22}&-1\end{bmatrix}}}    | {\displaystyle {\frac {1}{g_{21}}}{\begin{bmatrix}1&g_{22}\\g_{11}&\Delta \mathbf {[g]} \end{bmatrix}}}        | {\displaystyle {\begin{bmatrix}a_{11}&a_{12}\\a_{21}&a_{22}\end{bmatrix}}}                                     | {\displaystyle {\frac {1}{\Delta \mathbf {[b]} }}{\begin{bmatrix}b_{22}&-b_{12}\\-b_{21}&b_{11}\end{bmatrix}}} |
| {\displaystyle \mathbf {[b]} } | {\displaystyle {\frac {1}{z_{12}}}{\begin{bmatrix}z_{22}&-\Delta \mathbf {[z]} \\-1&z_{11}\end{bmatrix}}}      | {\displaystyle {\frac {1}{y_{12}}}{\begin{bmatrix}-y_{11}&1\\\Delta \mathbf {[y]} &-y_{22}\end{bmatrix}}}      | {\displaystyle {\frac {1}{h_{12}}}{\begin{bmatrix}1&-h_{11}\\-h_{22}&\Delta \mathbf {[h]} \end{bmatrix}}}      | {\displaystyle {\frac {1}{g_{12}}}{\begin{bmatrix}-\Delta \mathbf {[g]} &g_{22}\\g_{11}&-1\end{bmatrix}}}      | {\displaystyle {\frac {1}{\Delta \mathbf {[a]} }}{\begin{bmatrix}a_{22}&-a_{12}\\-a_{21}&a_{11}\end{bmatrix}}} | {\displaystyle {\begin{bmatrix}b_{11}&b_{12}\\b_{21}&b_{22}\end{bmatrix}}}                                     |

En donde {\displaystyle \Delta \mathbf {[x]} } es el  determinante de [x].

## Acoplamiento entre cuadripolos

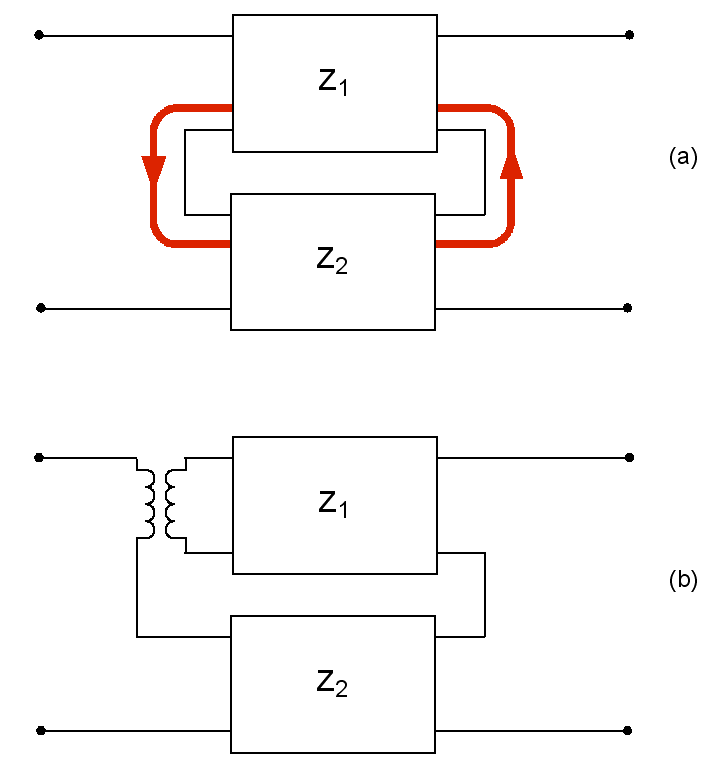
Eliminación de la corriente entre los cuadripolos.

En realidad, en el caso de cuadripolos en serie, puede existir la corriente marcada en rojo en la figura 3-(a), que se cierra entre ellos, pero no pasa por los terminales del cuadripolo serie. Para evitarlo se introduce el transformador de (b).

## Limitaciones del modelo
Debido a que el modelo se basa en consideraciones lineales de los circuitos (los coeficientes de las matrices características son constantes), en la mayoría de los casos sólo es aplicable este concepto a rangos limitados de frecuencias y a condiciones estables, donde justamente estos parámetros no varían en el circuito real. 
Sin embargo, puede modelarse un circuito como un cuadripolo distinto para distintos intervalos de frecuencias con distintos parámetros, al igual que con distintas condiciones externas: excitación, temperatura, etc.
No siempre es posible encontrar los modelos (o matrices asociadas) de cuadripolo para cualquier circuito. En ocasiones sólo es posible, por ejemplo, hallar la matriz de impedancias y no la de admitancias. 
Nótese que {\displaystyle Z=Y^{-1}}. Por lo que si Y no es invertible, no existe Z.
- Datos: Q243745
- Multimedia: Two-port networks / Q243745